# Bryobia birivularis
Bryobia birivularis är en spindeldjursart som beskrevs av Meyer 1989. Bryobia birivularis ingår i släktet Bryobia och familjen Tetranychidae. Inga underarter finns listade.